# چاه‌شیرین (میناب)
چاه‌شیرین، روستایی در دهستان گوربند بخش مرکزی شهرستان میناب در استان هرمزگان ایران است.

## جمعیت
بر پایه سرشماری عمومی نفوس و مسکن در سال ۱۳۹۵، جمعیت این روستا برابر با ۱٬۰۳۹ نفر (۲۹۳ خانوار) بوده‌است.